# بوبلونيوفا ديل غواداينا
بلدية بوبلونيوفا ديل غواداينا (بالإسبانية: Pueblonuevo del Guadiana)‏, هي إحدى بلديات مقاطعة بطليوس, التي تقع في منطقة إكستريمادورا, والتي تقع في غرب إسبانيا.
يبلغ عدد سكانها 1.987 نسمة وفقاً لإحصائية سنة (2002).

## أعلام
- كاستو ايسبينوسا